# Janet Jackson

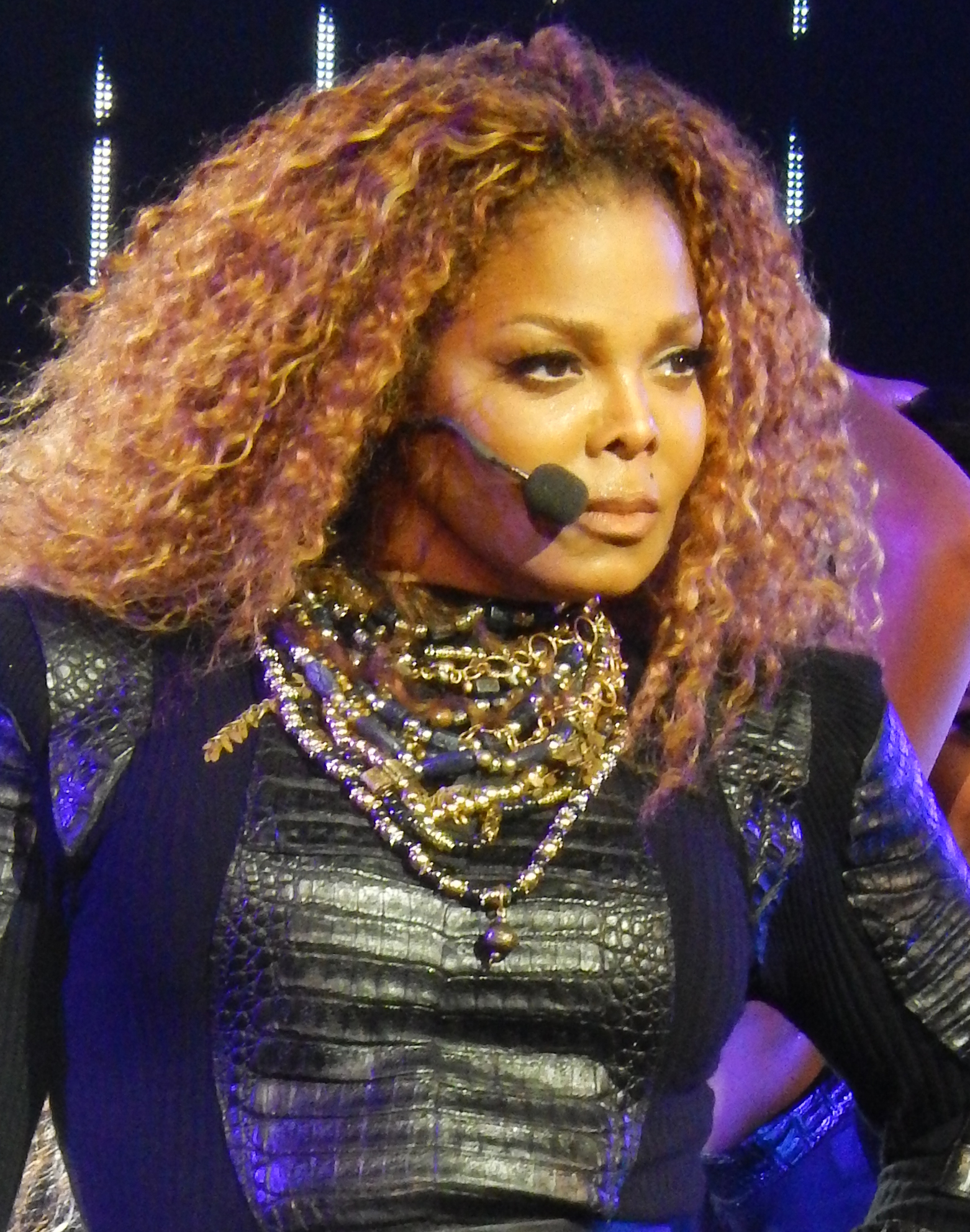
Janet Jackson, 2015

Janet Damita Jo Jackson (* 16. Mai 1966 in Gary, Indiana) ist eine US-amerikanische Sängerin, Songwriterin, Tänzerin und Schauspielerin. Mit mehr als 160 Millionen verkauften Tonträgern gehört Janet Jackson zu den erfolgreichsten Sängerinnen. Sie ist darüber hinaus fünffache Grammy-Preisträgerin und seit 2019 Mitglied der Rock and Roll Hall of Fame. Ihre fünf älteren Brüder wurden als Jackson Five bekannt. Ihr Bruder Michael Jackson war einer der erfolgreichsten Popmusiker.

## Leben

### Kindheit
Janet Jackson ist das jüngste der zehn gemeinsamen Kinder von Joseph Jackson und Katherine Jackson. Die Familie lebte zusammen in einem Zwei-Schlafzimmer-Bungalow nahe dem Stahlwerk, in dem Vater Joseph arbeitete. Mutter Katherine war als Verkäuferin bei Sears beschäftigt. Janet wurde von ihrer Mutter nach den Regeln der Zeugen Jehovas erzogen.
Während ihre fünf älteren Brüder Jackie, Tito, Jermaine, Marlon und Michael als die Jackson Five Ende der 1960er Jahre ihre Karriere begannen, plante Janet, die eine Vorliebe für Pferde hatte, eine Laufbahn als Jockey. Ihr Vater hatte nach dem schrumpfenden Erfolg der Band jedoch andere Pläne für seine Kinder, und so standen die fünf ab April 1974 in Las Vegas gemeinsam auf der Bühne. Die damals achtjährige Janet zog währenddessen mit Parodien bekannter Stars wie Cher, Marie Osmond und Mae West das Interesse des Publikums auf sich. Jane Cornwell berichtet in der Biografie der Sängerin, Janet Jackson (2002), dass ihr Vater Joseph ihr im Alter von acht Jahren gesagt habe, sie solle ihn nicht mehr „Dad“ nennen, sondern „Joseph“, da er jetzt ihr Manager sei.
Janet Jackson wurde für die Rolle der Penny in der Familien-Sitcom Good Times bis zur Absetzung der Serie Ende 1979 verpflichtet. Ab 1980 war sie kurzzeitig neben Rob Lowe und Todd Bridges in den Serien A New Kind of Family und Diff'rent Strokes zu sehen, wo sie Jojo Ashton und Charlene Duprey spielte. 1982 spielte sie neben Cleo Hewitt eine kleine Rolle in der Serie Fame.

### Solokarriere

#### 1982 bis 1985:Janet JacksonundDream Street
Nachdem sie als Backgroundsängerin oder Duettpartnerin für bzw. mit ihren Brüdern agiert hatte, beschloss Jackson 1981, mit ihren beiden Schwestern La Toya und Rebbie eine Band zu gründen. Streitigkeiten zwischen den älteren Geschwistern verhinderten dies jedoch, und La Toya, die von nun an als Solokünstlerin unter Vertrag war, überredete ihre Schwester zu einem Gastauftritt auf ihrem Album.
Wenig später begann sie mit der Produktion ihres eigenen Debütalbums Janet Jackson, das im Herbst 1982 bei A&M Records veröffentlicht wurde. Produziert wurde es von den R&B-Künstlern Angela Winbush, René Moore und Leon F. Sylvers III unter der Leitung von Joseph Jackson. Die Platte wurde trotz ihres bekannten Namens mit etwas mehr als 1 Million verkauften Einheiten weltweit ein recht bescheidener Erfolg. Sie erreichte Platz 6 der amerikanischen R&B-Alben-Charts. Die drei Singleauskopplungen Young Love, Say You Do und Come Give Your Love To Me konnten sich in US-Dance- und R&B-Charts gut platzieren. 1984 folgte das zweite Album, doch Dream Street unterbot den Erfolg der ersten Langspielplatte und schaffte nicht einmal den Sprung in die Top 100 der Albumcharts. Für die Produktion beauftragte Joseph ihre Brüder. Marlon schrieb zwei Lieder des Albums und Tito, Jackie und Michael sorgten für den Backgroundgesang.
Etwa zur gleichen Zeit lernte Janet James DeBarge, das älteste Mitglied der Familienband DeBarge, kennen und lieben. Die beiden heirateten, trennten sich jedoch bald wieder und die Eheschließung wurde 1985 annulliert. Im selben Jahr begleitete sie ihre Schwester La Toya als Duettsängerin mit der Nummer Baby Sister beim Yamaha Music Festival, bei dem beide den „Outstanding Song Award“ gewannen.

#### 1986 bis 1988:Control
Nach der Veröffentlichung von Dream Street schloss sich Jackson 1985 erstmals mit dem Produzententeam Jimmy Jam und Terry Lewis zusammen, das zuvor bereits mit Prince gearbeitet hatte. Sie kommentierte dies später so: „Ich wollte weg von Zuhause, weg von meinem Vater. Für mich war das Schwierigste, meinem Vater zu sagen, dass ich nicht mit ihm arbeiten will.“ Innerhalb von sechs Wochen produzierte sie mit Jam und Lewis ihr drittes Album Control. Jackson schilderte später, wie sie während der Aufnahmen zu Control außerhalb ihres Hotels in Minneapolis von Männern geschlagen worden sei: „Es wurde gefährlich, als eine Gruppe von Männern kam und mich die ganze Zeit auf den Straßen verfolgte … Anstatt zum Schutz zu Jimmy oder Terry zu rennen, blieb ich da. Ich konnte sie aufhalten. So entstanden Lieder wie Nasty und What Have You Done for Me Lately.“
Jam sagte: „Wir wollten ein Album machen, das in jede schwarze Wohnung in Amerika kommt … Wir wollten das schwarze Album aller Zeiten machen.“
Nach seiner Veröffentlichung im Februar 1986 wurde das Album Jacksons erste Nummer 1 in Amerika. Innerhalb einer Woche verkaufte es sich 200.000 Mal. Die Newsweek sah in Control „eine Alternative zu den Balladen-Alben von Patti LaBelle und Whitney Houston.“ Das Rolling Stone-Magazin schrieb: „Control ist besser als alle Alben, die Diana Ross in den letzten fünf Jahren aufgenommen hat.“ Fünf Singles aus dem Album What Have You Done for Me Lately, Nasty, When I Think of You Control und Let’s Wait Awhile erreichten die Top 5 der amerikanischen Billboard Hot 100. When I Think of You wurde Jacksons erster Nummer-eins-Hit in den Vereinigten Staaten. Nur die letzte Single, The Pleasure Principle, landete auf Platz 14. Bei fast allen Musikvideos übernahm die damals unbekannte Paula Abdul die choreografische Leitung. Jonathan Cohen von der Zeitschrift Billboard erklärte: „[Jacksons] großartige Sounds und spektakuläre Choreografie-Musikvideos waren neu für MTV und halfen dem Sender, einen unterschiedlichen Musik-Mix auszustrahlen und Janet noch bekannter zu machen.“
Control wurde in den Vereinigten Staaten fünf Mal mit einer Platin-Schallplatte geehrt und verkaufte sich weltweit über 14 Millionen Mal. Das Album gewann vier American Music Awards bei zwölf Nominierungen (in der damaligen Zeit ein Rekord) und wurde bei der Grammy-Verleihung 1987 als „Bestes Album des Jahres“ nominiert. Der Musikwissenschaftler Richard J. Ripani, Autor von The New Blue Music. Changes in Rhythm & Blues, 1950–1999 (2006), bezeichnete Control als eines der ersten New-Jack-Swing-beeinflussten Alben, da es Elemente von R&B, Rap, Funk, Disco und Synthiepop enthielte.

#### 1989 bis 1992:Rhythm Nation 1814
Im September 1989 veröffentlichte Jackson ihr viertes Musikalbum Rhythm Nation 1814. Die Plattenbosse von A&M wollten ein ähnliches Album wie Control veröffentlichen, aber Jackson sagte, dass ihre Lieder von Liebe und Beziehungen handeln. Sie erklärte dazu: „Ich wollte einfach meine Musik und meine Tänze machen, um die Aufmerksamkeit der Leute zu bekommen. Das Publikum und meine Fans sollen wissen, wovon die Lieder handeln, und sich mit ihnen auseinandersetzen. Aus diesem Grund enthält Rhythm Nation tiefgründigere und ernstere Lieder, die von Liebe handeln, denn mit einem zweiten Control würde sich keiner mit den Inhalten der Lieder auseinandersetzen.“ Der Produzent Jimmy Jam erzählte dem Boston Globe: „Wir wollen immer unser Fernsehgerät anhaben, am besten bei CNN … Und ich denke, Lieder wie Rhythm Nation, State of the World und The Knowledge kommen davon.“
Wie sein Vorgänger erreichte das Album in Amerika wieder Platz 1 der Albencharts und wurde später noch sechs Mal mit Platin ausgezeichnet. Weltweit verkaufte sich das Album im ersten Jahr nach seiner Veröffentlichung über 18 Millionen Mal. Es ist das einzige Album in der Geschichte der amerikanischen Charts, dessen Lieder in drei aufeinanderfolgenden Jahren Platz 1 der Billboard Hot 100 erreichten: 1989 Miss You Much, 1990 Escapade, 1990 Black Cat und 1991 Love Will Never Do (Without You). Es ist auch das einzige Album in der Geschichte, das sieben Singles in den amerikanischen Top 5 platzieren konnte. Das Musikvideo zu Rhythm Nation gewann 1990 den Grammy in der Kategorie „Best Long Form Music Video“. Das Billboard zeichnete Rhythm Nation 1814 als das bestverkaufte Album des Jahres 1990 in den Vereinigten Staaten aus, zudem gewann es sämtliche Preise. Die „Rhythm Nation World Tour“, Jacksons erste Welttournee, wurde bereits zu Beginn als „Phänomen“ bezeichnet. Der San Francisco Chronicle schrieb: „die 23-Jährige veröffentlichte vier Jahre lang Megahits am Fließband und wird von MTV als Rollenmodell für Teenager fixiert.“ Die Los Angeles Times bezeichnete Jackson als Vorbild für „alle jungen Leute in den USA“. Jackson gründete das „Rhythm Nation Scholarship“, eine Wohltätigkeitsorganisation, um einen Teil der Einnahmen aus ihrer Welttournee an notbedürftige Kinder zu spenden; insgesamt spendete sie 1,5 Millionen Dollar.
Mit der Veröffentlichung von Rhythm Nation 1814 beendete Jackson ihren Plattenvertrag bei A&M Records. Im Jahr 1991, als sie den Virgin-Records-Gründer Richard Branson traf, unterzeichnete sie mit dessen Plattenfirma einen 32 bis 50 Millionen-Dollar-Vertrag, der sie zur bestbezahlten Musikerin machte; nur ihr Bruder Michael hatte mit 65 Millionen Dollar bei Sony einen höher dotierten Vertrag. Das Ebony schrieb: „Keine Gruppe hat die Welt des Entertainment so sehr beeinflusst wie Michael und Janet, beide unterschrieben Millionen-Verträge.“ Jackson wurde auch zur Fashion-Ikone, als bei ihrer Tournee über 2 Millionen Teenager sie imitierten: sie trugen Militärkleidung, Hip-Hop-Hosen und große weiße T-Shirts. Im selben Jahr heiratete Jackson zum zweiten Mal, diesmal ihren Freund, den Tänzer, Songwriter und Regisseur René Elizondo Jr. Im Frühjahr 1992 nahm sie den Titel The Best Things in Life Are Free mit Luther Vandross, Bell Biv DeVoe und Ralph Tresvant für den Mo' Money-Filmsoundtrack auf. 1992 begann sie wieder vermehrt als Schauspielerin zu agieren. Regisseur John Singleton bot ihr die Hauptrolle in dem Drama Poetic Justice an der Seite von Rapper Tupac Shakur an, einem Film, der sowohl auf ihr späteres „freizügigeres“ Image als auch auf den Stil ihrer folgenden Alben Einfluss nahm. Der Film schaffte es jedoch nicht in die deutschen Kinos.

#### 1993 bis 1996:Janet.,Poetic JusticeundDesign of a Decade 1986/1996
Nachdem sie ihre Arbeiten am Film Poetic Justice beendet hatte, begann Jackson im September 1992 ihr erstes Album für die neue Plattenfirma Virgin aufzunehmen. Im Mai 1993 wurde ihr fünftes Musikalbum Janet. veröffentlicht und debütierte direkt auf Platz 1 der Billboard 200, damit wurde es ihr drittes Nummer-eins-Album in den USA. Sie sagte: „Leute denken, ich stehe auf meinen Nachnamen... Deswegen wählte ich meinen Vornamen für den Titel Janet. und weil ich meine Brüder nie frage, ob sie für mich Musik schreiben oder produzieren.“ Larry Flick vom Magazin Billboard sagte: „Jackson verwendet auf ‘janet.’ Elemente von House, Jazz, Hip-Hop, Rock und karibischer Musik, mit ihrem bekannten funkigen Urban-Mainstream-Sound.“ Rolling Stone schrieb: „Als Prinzessin von Amerikas schwarzer royaler Familie ist alles, was Janet Jackson tut, wichtig.“ Die Platte übertraf die Vorgänger erneut: Sie verkaufte sich insgesamt über 20 Millionen Mal und debütierte in über 22 Ländern an der Spitze der Albumcharts. Die erste Singleauskopplung, That’s the Way Love Goes, wurde ein weiterer Welthit und später mit einem Grammy als „Bester R&B-Song“ bedacht. In den USA wurde es ihr sechster Nummer-eins-Hit, er stand acht Wochen lang auf Platz 1; so viele Wochen schafften nicht einmal die Jackson 5 oder Michael Jackson. Die Ballade Again, die im Abspann von Poetic Justice zu hören ist, war 1994 als bester Filmsong für einen Oscar nominiert, sie gewann den Golden Globe und wurde im selben Jahr Jacksons siebter Nummer-eins-Hit in den Vereinigten Staaten.
Im Juli 1993 gab sie ihr Filmdebüt in Poetic Justice, der ein weltweiter Erfolg und von der Kritik gelobt wurde. Im September 1993 erschien Jackson auf dem Coverbild einer Ausgabe des Rolling Stone. Sie war ohne BH abgebildet, ihre Brüste wurden nur von den Händen ihres damals unbekannten Ehemanns René Elizondo Jr. bedeckt gehalten. Das Foto von Patrick Demarchelier ging um die Welt und wurde Kult. Das Bild erschien auch als Cover einer erweiterten Edition von Janet. Sonia Murray von der Vancouver Sun schrieb: „Jackson, 27, hat sich klar als Rollenmodell und Sexsymbol etabliert: das Rolling Stone-Foto von Jackson... wurde eines der schockierendsten, aufregendsten, erfolgreichsten und bekanntesten Coverbilder des Jahres.“ David Ritz verglich ihr neues Sex-Image mit Marvin Gaye und erklärte: „Wie Gaye sich von What’s Going On zu Let’s Get It On bewegte, bewegt sich Jackson vom normalen Rhythm Nation zum Sexalbum janet., ihrem Statement zur sexuellen Befreiung.“ Bei ihrer zweiten Welttournee, der „Janet World Tour“, lagen ihre Bühnenauftritte laut Michael Snyder von der San Francisco Chronicle zwischen „Stadion-Pop-Konzert und extravaganten Theater-Aufführungen.“
Im Dezember 1994 arbeitete sie mit ihrem Bruder Michael für seine Single Scream, der ersten Single seines 1995 veröffentlichten Albums HIStory. Sie debütierte als erstes Lied überhaupt in den amerikanischen Billboard Hot 100 in den Top 5. Das Musikvideo zu Scream ist im Guinness Buch als das teuerste Musikvideo aller Zeiten mit Kosten von 7 Millionen Dollar gelistet. Janet und ihr Bruder gewannen bei der Grammy-Verleihung 1995 den Grammy für das „beste Musikvideo“.

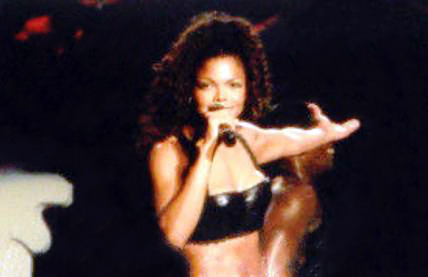
Janet Jackson auf ihrer Janet-Tournee (1995)

Im Oktober 1995 erschien ihr erstes Kompilationsalbum Design of a Decade 1986/1996 via A&M Records. Das Album debütierte auf Platz 4 und erreichte später Platz 3 der amerikanischen Albumcharts; es war Jacksons erstes Werk, das nicht die Spitze dieser Charts erklomm. Die erste Single Runaway wurde die erste einer weiblichen Künstlerin überhaupt, die auf Anhieb in den amerikanischen Top Ten debütierte, auf Platz 3. Design of a Decade 1986/1996 wurde in den USA zweimal mit Platin ausgezeichnet und verkaufte sich weltweit über 4 Millionen Mal. Steve Morse schrieb im Boston Globe: „Wenn du über die weibliche Power-Elite im Pop redest, kannst du nicht höher kommen als Janet Jackson, Bonnie Raitt, Madonna und Yoko Ono. Ihr kollektiver Einfluss ist beeindruckend. Und wer kann nicht daran zweifeln, dass Janet Jackson jetzt noch größer und erfolgreicher ist als ihr Bruder Michael?“
Im Januar 1996 verlängerte sie den Vertrag mit Virgin und unterzeichnete mit einem zweiten über weitere 80 Millionen US$ den bis dahin höchstdotierten Plattenvertrag für eine Sängerin.

#### 1997 bis 1999:The Velvet Rope
Die Arbeit an ihrem sechsten Album The Velvet Rope, das zwei Jahre nach ihrem vorherigen Werk im Oktober 1997 in die Läden kam, wurde von Depressionen beeinträchtigt. Michael Saunders vom Boston Globe erklärte, das Album gebe einen introspektiven Blick in die depressive Jackson. Er beschreibt es als „kritische Selbstachtung und ein Audio-Bericht über eine baldige Rückkehr dieser Frau, die sich selbst wieder findet.“ The Velvet Rope bringt auch Themen aus dem Sadomasochismus in Jacksons Musik. Eric Henderson vom Slant Magazine schrieb: „The Velvet Rope ist ein reichlich dunkles Meisterwerk, das Ketten und Peitschen enthält und dabei zeigt, dass es nichts Sexuelleres als emotionale Nacktheit gibt.“ Billboard bezeichnete The Velvet Rope als „das beste amerikanische Album des Jahres und Janets wichtigstes der letzten fünf Jahre.“ The Velvet Rope debütierte auf Platz 1 der Billboard 200 und wurde Jackson viertes Nummer-eins-Album. Im August 1997 wurde die erste Single des Albums Got ’til It’s Gone veröffentlicht und erreichte die Top Ten in den USA. Das dazugehörige Musikvideo, das einen Cameoauftritt des Rappers Q-Tip enthält, wurde bei der Grammy-Verleihung 1998 für das „beste Musikvideo“ ausgezeichnet.
Die zweite Single Together Again wurde Jackson achter Nummer-eins-Hit in den USA. Das Lied blieb 46 Wochen in den US-Charts und 19 Wochen in den britischen Charts. Die dritte Single I Get Lonely wurde erneut ein Erfolg und erreichte in den Vereinigten Staaten Platz 3 der Charts. The Velvet Rope wurde weltweit über 10 Millionen Mal verkauft und in den USA dreimal mit Platin ausgezeichnet. Trotz der Erfolge der Singles konnte The Velvet Rope nicht an die großen Erfolge der letzten drei Alben anknüpfen, fand jedoch insbesondere bei Kritikern auf Grund der Verarbeitung spiritueller und sozialkritischer Themen wie Rassismus und AIDS Anklang.
Jackson spendete das Geld aus den Einnahmen von Together Again an die „American Foundation for AIDS Research“. Neil McCormick vom The Daily Telegraph prophezeite: „[Jackson] ist auf dem Weg zum Status einer weltweiten Schwulen-Ikone, bevorzugt durch ihr divenhaftes Bühnenauftreten mit lasziven Tänzen, durch 'Together Again' (einen Post-Aids-Popsong), durch Besingen der Homosexualität mit ihrem jazzigen 'Free Xone' sowie durch ihre bizarren lesbischen Wiederinterpretation von Rod Stewarts Tonight’s the Night.“ Der Rolling Stone bezeichnete Free Xone als das beste Lied des Albums. The Velvet Rope wurde von dem amerikanischen „National Black Lesbian and Gay Leadership Forum“ ausgezeichnet und in der Kategorie „Outstanding Music Album“ bei den GLAAD Media Awards.
1998 begann Jackson ihre „The Velvet Rope World Tour“ mit Auftritten in Europa, Nordamerika, Afrika, Asien, Neuseeland und Australien. Die Los Angeles Times schrieb: „Da ist soviel von der Ambition und dem Glamour eines Broadway-Musicals in Janet Jacksons neuer Velvet Rope Tour, dass das Konzertprogramm Janet als 'creator and director' vorsieht.“ Die Fernsehausstrahlung von The Velvet Rope: Live in Madison Square Garden sahen über 15 Millionen Menschen. Das zweistündige Konzert schlug mehrere Rekorde. Dieses live aufgezeichnete Konzert wurde später viermal für einen Emmy nominiert und konnte einen gewinnen. Jackson spendete einen Teil der Einnahmen aus diesem Konzert an „America’s Promise“, um notleidenden Kindern zu helfen.
Zur selben Zeit begann es in Jacksons zweiter Ehe mit dem Tänzer Rene Elizondo jr., die im Sommer 1991 unter Geheimhaltung geschlossen worden war, zu kriseln. Pressegerüchte und zeitraubende Promotionauftritte verstärkten den Effekt für das Paar, das sich 1999 trennte. Elizondo verklagte Jackson später auf Unterhalt und bekam 2002 einen Bruchteil der vielen Millionen, die er nach der Scheidung eingefordert hatte, zugesprochen.
Nach dem Ende der Tournee 1999 war Jackson bei vielen Künstlern als Gastsängerin tätig, unter anderem bei Shaggys Luv Me, Luv Me, das auf dem Soundtrack zum Film Stella’s Groove – Männer sind die halbe Miete (How Stella Got Her Groove Back, 1998) erschien, God’s Stepchild aus dem Down on the Delta Soundtrack, Girlfriend/Boyfriend mit BLACKstreet und What’s It Gonna Be?! mit Busta Rhymes. Sie sang auch ein Duett mit Elton John (I Know the Truth). Bei den World Music Awards 1999 gewann sie den „Legend Award“ neben Cher, Ende 1999 zeichnete das Billboard-Magazin Jackson als zweiterfolgreichste Künstlerin aus, hinter Mariah Carey.

#### 2000 bis 2003:Nutty Professor II: The KlumpsundAll for You
Anfang 2000 zog es Jackson erstmals wieder auf die große Kinoleinwand. In Familie Klumps und der verrückte Professor, der Fortsetzung des 1996er Blockbusters Der verrückte Professor, spielte sie Professor Denise Gaines, die Verlobte von Eddie Murphys Charakter Sherman Klump. Gleich in der ersten Woche nach seiner Veröffentlichung nahm der Film 42,7 Millionen US$ ein. Parallel dazu steuerte sie mit Doesn’t Really Matter den Soundtrack zum Film bei und landete damit einen weiteren Nr.-1-Hit in den Staaten, ihren neunten Nummer-eins-Hit. Durch die Topplatzierung wurde sie die erste Künstlerin, die in den 1980ern, 1990ern und 2000ern die meisten Nummer-eins-Hits in den Vereinigten Staaten hatte.
Jackson gewann bei den American Music Awards im März 2001 den „Award of Merit“. Sie wurde auch mit dem „mtvICON“ Award ausgezeichnet. Ihr siebtes Album All for You wurde im April 2001 veröffentlicht und debütierte direkt auf Platz 1 in den Vereinigten Staaten, damit war es bereits ihr fünftes Nummer-eins-Album. In der ersten Woche verkaufte sich das Album 605.000 Mal, kein anderes Album von Jackson konnte sich in der ersten Woche so oft verkaufen. Stephen Thomas Erlewine von AllMusic erklärte: „[Jackson] stellt Rekorde auf, die luxuriös und intim sind, man genießt jede der 70 Minuten und kann nicht aufhören, sich das Album anzuhören.“ Jon Pareles von der The New York Times schrieb: „Als weiteres zärtliches Rhythm-und-Blues-Album zeigt All for You diesmal den Hip-Hop von Diva Ms. Jackson in einer perfekten Mischung. Jackson hat sich mit modernen R&B und Hip-Hop wieder zur Spitze entwickelt und alles bewiesen. Das Album bietet alles für jeden.“
Das gleichnamige Titellied des Albums All for You debütierte in den Billboard Hot 100 noch vor seiner Veröffentlichung auf Platz 14, damit gelang dem Lied das höchste Debüt eines Liedes, das noch nicht als Single veröffentlicht worden war, aller Zeiten. Die amerikanischen Radiostationen spielten All for You rauf und runter; das Lied wurde eines der meistgespielten Lieder 2001 und stellte damit auch Radio-Rekorde für Jackson auf. Aus diesem Anlass nannte MTV Jackson auch „Queen of Radio“. Dadurch erreichte die Single schnell wieder Platz 1 der Billboard Hot 100, wo sie sieben Wochen verbrachte. Es wurde ihr zehnter Nummer-eins-Hit, allerdings bis heute ihr letzter in den Vereinigten Staaten. Bei der Grammy-Verleihung 2002 gewann das Lied den Grammy in der Kategorie „Best Dance Recording“. Die zweite Single Someone to Call My Lover erreichte Platz 3 in den Billboard Hot 100. Das Album All for You wurde in den USA mit Doppel-Platin ausgezeichnet und verkaufte sich weltweit über 9 Millionen Mal.
Jacksons „All for You Tour“ begann im Juli 2001. Der Los Angeles Times-Popmusikkritiker Robert Hilburn kritisierte die Tournee und verglich sie mit Madonnas „Drowned World Tour“ und Britney Spears’ „Dream Within a Dream Tour“. Hilburn sagte: „Mit 35 ist Jackson nur acht Jahre jünger als Madonna, aber Janets Auftreten passt eher zu Britney Spears.“ Hilburns Aussagen wurden von Fans und Kritikern kritisiert, die Jackson für ihre Tournee lobten. David Massey kommentierte: „Janet hat Madonna schon vor Jahren um Meilen geschlagen und jetzt wird der Abstand noch größer... Und mit Britney Spears kann man Janet nicht vergleichen, da liegen Welten dazwischen!“ Rudy Scalese lobte ebenfalls Jacksons Auftreten: „Janet Jackson hat nichts verpasst. Sie ist schon seit Jahren die „Queen of Pop“.“ Einen Teil der Toureinnahmen spendete Jackson an die „Boys & Girls Clubs of America“.
2002 arbeitete sie mit dem Reggae-Sänger Beenie Man für sein Lied Feel It Boy zusammen. Jackson war als Chorusstimme zu hören und in dem dazugehörigen Musikvideo zu sehen. Später bereute sie die Zusammenarbeit wegen der oft homophoben und sexistischen Inhalte in Beenie Mans Musik und entschuldigte sich öffentlich dafür. Dadurch konnte sie auch ihr Ansehen als „Schwulen-Ikone“ wieder steigern und wurde noch beliebter, vor allem unter schwulen Fans.

#### 2004 bis 2005: „Nipplegate“ undDamita Jo
In der Zwischenzeit wurden ihr immer wieder Affären mit prominenten Persönlichkeiten wie etwa dem Schauspieler Matthew McConaughey, den Sängern Justin Timberlake und Johnny Gill oder auch dem Rapper Q-Tip nachgesagt. Sie war jedoch seit 2002 mit dem Musikproduzenten Jermaine Dupri liiert.
Im Februar 2004 geriet Jackson mit ihrem Auftritt beim Super Bowl in die Schlagzeilen. Ihr Duettpartner Justin Timberlake entblößte während ihrer Performance, bei dem Medley von All for You und Rhythm Nation, zu den Zeilen „gonna have you naked by the end of this song“ („werde dich bis zum Ende des Songs ausgezogen haben“) von seinem Lied Rock Your Body versehentlich vor laufender Kamera Jacksons rechte Brust und löste dadurch einen US-weiten Skandal aus. Obwohl Timberlake wie auch Jackson selbst jegliche Schuld nicht sich, sondern einem Kostümfehler zuwiesen, blieben die Umstände der von der Presse als „Nipplegate“ bezeichneten Affäre ungeklärt. Jackson sah sich später gezwungen, sich in aller Form im Fernsehen zu entschuldigen, und sie wurde daraufhin vor allem in den USA zum Gegenstand einer öffentlichen Kontroverse. Gegen Jackson wurde zivilrechtlich Klage eingereicht, die jedoch später abgewiesen wurde. Langfristig führte der „Skandal“ zum einen zu verschärften Zensurbemühungen durch die FCC bei Direktübertragungen, andererseits aber auch zu einer stark wachsenden Nachfrage nach Brustwarzenpiercings.
Die National Football League (NFL) kündigte sofort an, dass man MTV nie mehr an der Präsentation der Halbzeitshow beteiligen wolle. Jackson und Timberlake entschuldigten sich daraufhin und gaben an, dass es sich nur um einen Unfall gehandelt habe. Auch CBS, MTV und die NFL äußerten ihr Bedauern.
Jackson wurde in der 2007er Edition des Guinness World Records als „meistgesuchter Begriff in der Internetgeschichte“ und als „am meisten gesuchte Newsobjekt“ gelistet.
Kaum einen Monat später veröffentlichte die Sängerin im März 2004 ihr achtes Album Damita Jo, dessen Titel sich aus ihrem Zweit- und Drittnamen zusammensetzt. Das Album debütierte direkt auf Platz 2 der amerikanischen Albumcharts. Stephen Thomas Erlewine von Allmusic beschrieb das Album folgendermaßen: „Jetzt nutzt Frau Jackson Hardcore-Pornografie, um ihren Erfolg noch zu vergrößern, es bleibt nur eine Vorstellung und kein positiver Effekt.“ Blender Magazin schrieb: „Damita Jo bedeutet Erotik von seiner freundlichsten und zärtlichsten Seite. Dieses Sex-Album passt zum Jackson-Nipplegate-Image.“ Anfang April 2004 wurde das Album in den USA mit Platin ausgezeichnet und verkaufte sich weltweit über 3 Millionen Mal. Trotz – oder gerade wegen – der vielen Presseberichte rund um ihre Person nach dem Super-Bowl-Auftritt verkaufte sich die Platte international eher schwach; in den Staaten reichte es in der ersten Woche dank 400.000 verkaufter Kopien immerhin für Platz 2 in den Albumcharts. Die ausgekoppelten Singles Just A Little While, I Want You und All Nite (Don’t Stop) fanden hingegen noch weniger Gehör und scheiterten an niedrigen Chartplatzierungen.

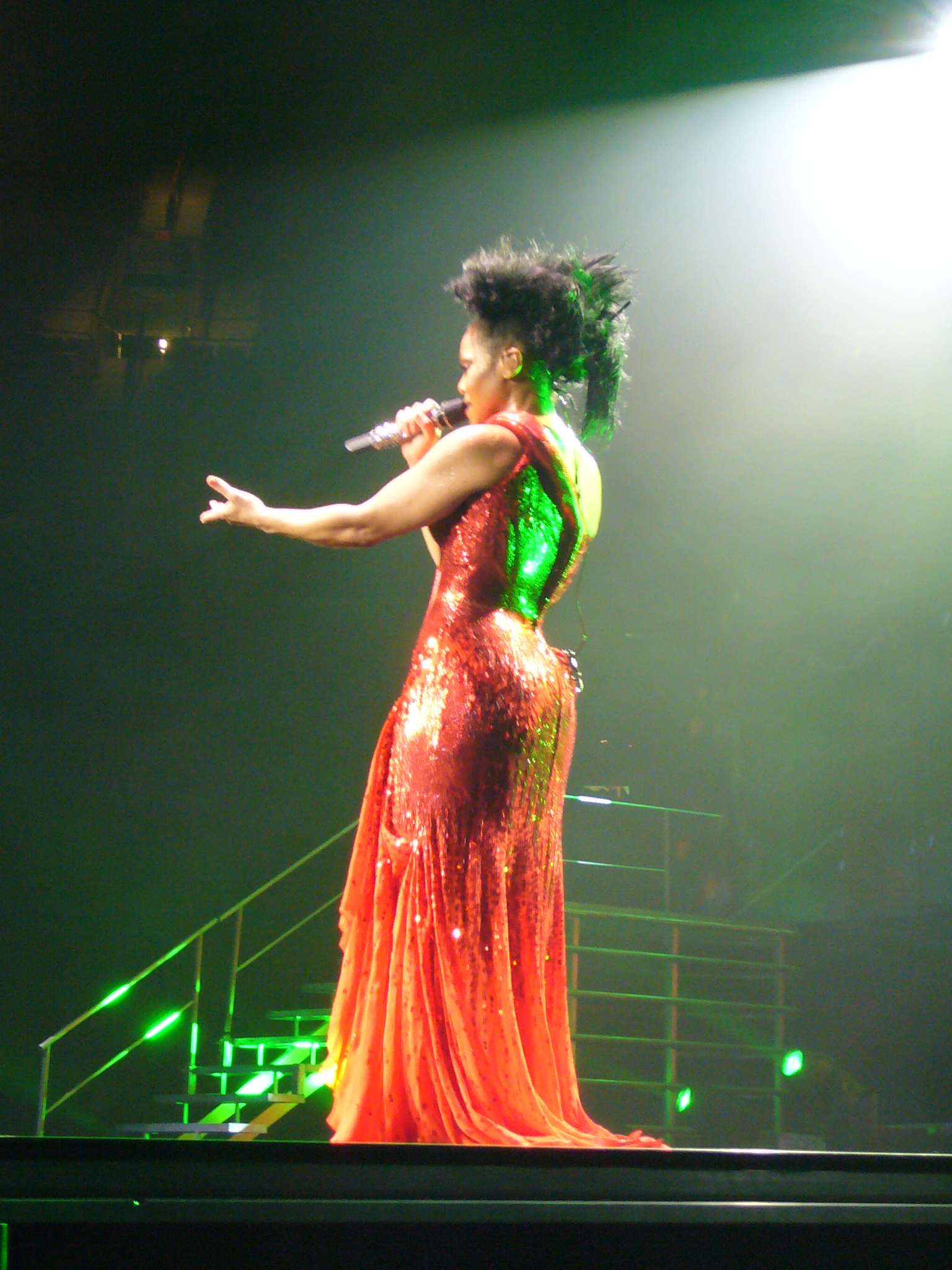
Janet Jackson live, 2008

Das Magazin Billboard schrieb: „Für eine Künstlerin wie Jackson, die 27 Top-Ten-Singles in den Hot 100 hat und darunter 10 Nummer-eins-Hits in den USA, sind die neuesten Singles ein Misserfolg, vielleicht sogar ein Skandal.“
Jackson erschien als Host bei der Saturday Night Live am 10. April 2004 und war Gaststar in der Sitcom Will & Grace, in der sie sich selbst spielte. Im November 2004 wurde sie als afro-amerikanisches Rollenmodell von den „100 Black Men of America Inc.“ ausgezeichnet. Im Juni 2005 wurde sie mit dem „Humanitarian Award“ von der Human Rights Campaign und dem AIDS Project Los Angeles ausgezeichnet.

#### 2006 bis 2007:20 Y.O.undWhy Did I Get Married?

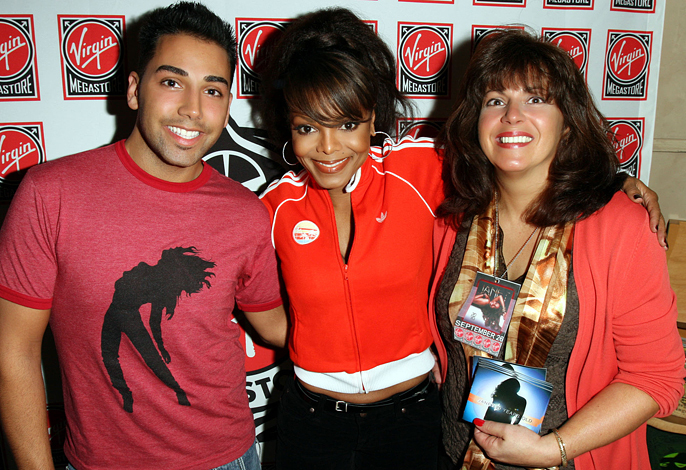
Janet Jackson mit den Gewinnern von „Design Me“ und ihrem neunten Studioalbum 20 Y.O.

Um ihr neuntes Album 20 Y.O. zu promoten, erschien Jackson im Juni 2006 auf dem Cover der Us Weekly. Diese Ausgabe wurde eine der bestverkauften Ausgaben des Magazins, das sich in der ersten Woche 1,4 Millionen Mal verkaufte. Im September 2006 veröffentlichte Jackson, nach erneuter Zusammenarbeit mit Jimmy Jam und Terry Lewis sowie ihrem Lebensgefährten, dem Produzenten Jermaine Dupri, ihr neuntes Studioalbum 20 Y.O. (20 Years Old) (der Titel des Albums bezieht sich auf das 1986 erschienene Album Control) bei Virgin Records. Das Album debütierte wie sein Vorgänger direkt auf Platz 2 der amerikanischen Albumcharts. 20 Y.O. wurde in den USA mit Platin ausgezeichnet und verkaufte sich dort 679.000 Mal. Weltweit verkaufte es sich über 1,2 Millionen Mal. Mit der Veröffentlichung von 20 Y.O. erfüllte Jackson ihren Vertrag mit Virgin Records; Jermaine Dupri, der an der Produktion von 20 Y.O. beteiligt war, verließ seine Position als Chef von Virgin Records aufgrund des Misserfolgs des Albums. Janine Coveney vom Magazin Billboard sagte zum Albumtitel: „20 Years Old repräsentiert eine Feier und die Geschichte ihres 1986 erschienenen Albums Control.“ Rolling Stone schrieb: „Der Titel ist eine Referenz an Jacksons letzte Alben, die zwei Dekaden beschrieben, seit sie 1986 Control veröffentlichte, mit Hits wie 'Nasty' und 'What Have You Done for Me Lately.' Wenn wir nicht hier wären, würden wir den Vergleich nicht machen.“ Glenn Gamboa vom Newsday lobte das Album und sagte: „Auf '20 Y.O.' beschreibt Jackson ihre Karriere mit allen ihren Erfolgen, Abschnitten und Skandalen, außerdem erhält auch ihr Sex-Symbol-Image Lieder auf dem Album. Das Album handelt über R&B und Tanzen. Ein wirklich gelungenes Werk.“
Die erste Singleauskopplung Call On Me, eine Zusammenarbeit mit dem Rapper Nelly, platzierte sich in den amerikanischen Billboard-Charts auf Platz 25, floppte aber in Europa. Die zweite Auskopplung So Excited bekam gesangliche Unterstützung von US-Newcomerin Khia, konnte sich aber auch nicht in den Charts behaupten. Erfolgreich dagegen lief es für Jackson in Japan mit der Single Enjoy – einem typischen, fröhlichen Janet-Jackson-Song. Im Dezember 2006 erhielt sie für die LP eine Grammy-Nominierung der Kategorie „Best Contemporary R&B“. Trotzdem erreichte das Album in den Charts eher Mittelmaß.
Im Januar 2007 wurde Jackson von der Zeitschrift Forbes auf Platz 7 der reichsten Frauen im Entertainment Business gelistet mit Einnahmen von 150 Millionen US$. Im selben Jahr spielte sie neben Tyler Perry als Psychotherapeutin Patricia in dem Film Why Did I Get Married?. Es wurde Jacksons dritter Film, der auf Platz 1 der Kinocharts debütierte, mit Einnahmen von 21,4 Millionen US$ in der ersten Woche. Das Magazin Variety beschrieb ihr Auftreten im Film als „charmant“. Wesley Morris vom Boston Globe fand, dass Jackson ihren Charakter mit „sanfter Autorität“ darstelle. Im Februar 2008 gewann sie den „NAACP Image Award for Outstanding Supporting Actress in a Motion Picture“ für ihre Rolle.

#### 2008 bis 2009:Discipline, Tod von Michael Jackson undNumber Ones

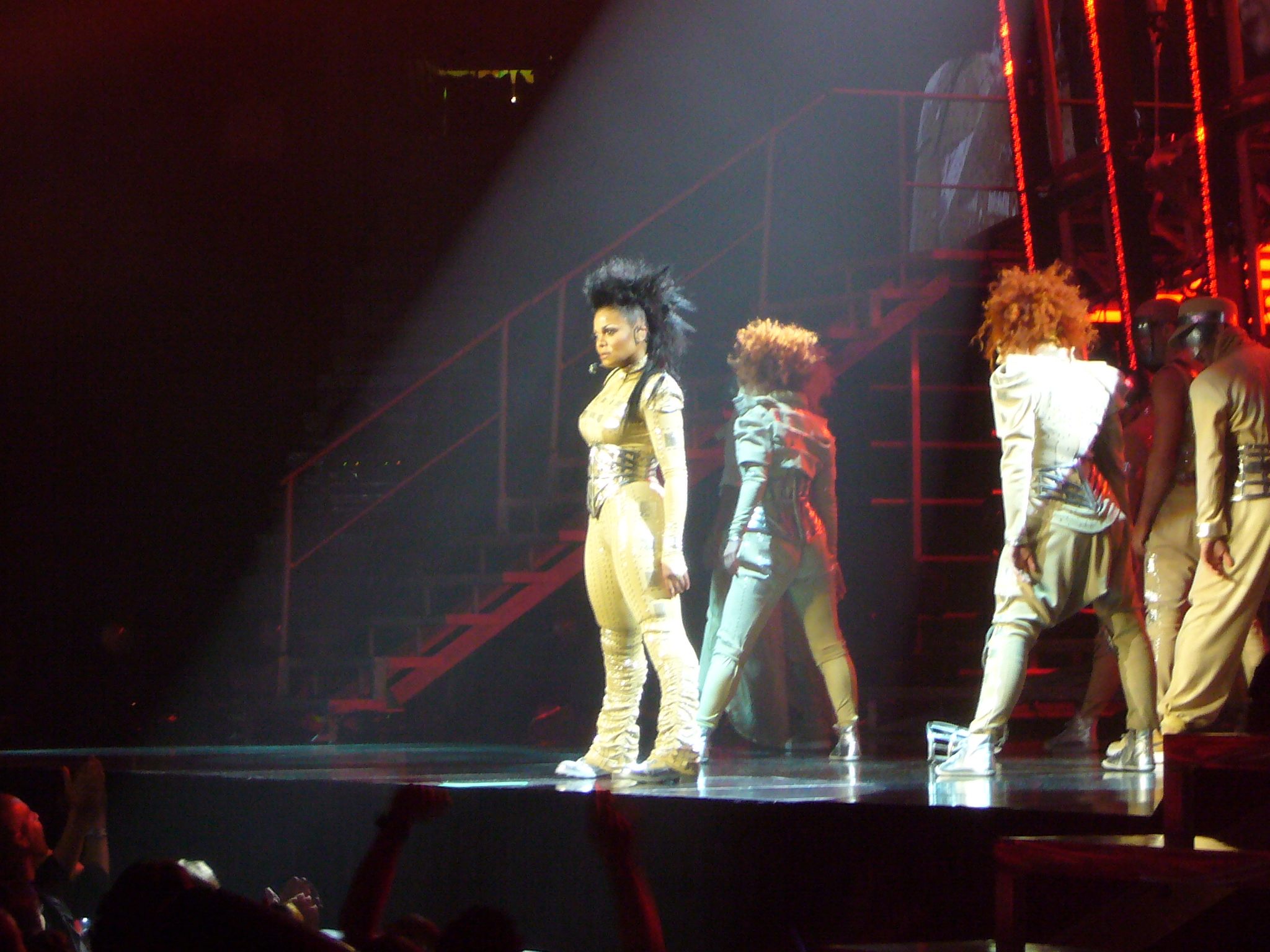
Janet Jackson während ihrer „Rock Witchu Tour“, 2008

Nach über 13 Jahren verließ sie im Juni 2007 Virgin Records und unterschrieb im Juli 2007 einen neuen Plattenvertrag bei Island Records. Ihr zehntes Album Discipline wurde im Februar 2008 veröffentlicht und debütierte direkt auf Platz 1 der amerikanischen Albumcharts, ihr sechstes Nummer-eins-Album in den USA. Es enthält Produktionen von Jermaine Dupri, Ne-Yo, Stargate, Tricky Stewart und The-Dream; Executive Producer war Antonio „L.A.“ Reid. Im Dezember wurde die erste Single Feedback ausgekoppelt, die sich weltweit in den Charts platzieren konnte. Das Album erreichte zwar Platz 1 der US-Charts, wurde allerdings weniger als 500.000 Mal verkauft. Nur ihre Studioalben Janet Jackson (1982) und Dream Street (1984) verkauften sich schlechter. Noch 2008 folgte eine Tour durch Nordamerika. Margeaux Watson von Entertainment Weekly beschrieb ihr Album so: „Ihr Album enthält gute Texte und bringt den ehemals gefeierten Popstar zurück an die Spitze der Charts.“ Andy Kellman von Allmusic schrieb: „Janet wird möglicherweise keine Megahits veröffentlichen, aber das hält sie nicht davon ab, weiterhin Top-Musik zu veröffentlichen.“ Die erste Single Feedback erreichte Platz 19 der amerikanischen Billboard Hot 100. Im April 2008 gewann Jackson den „Vanguard Award“ bei den GLAAD Media Awards, wo sie dafür ausgezeichnet wurde, dass sie für LGBT-Menschen mehr Rechte durchgesetzt hat. Ihre fünfte Welttournee, die „Rock Witchu Tour“, begann im September 2008. In den ersten vierzehn Monaten, die sie bei Island Records unter Vertrag stand, verkaufte sich das Album in den USA nur 449.000 Mal und erhielt daher keine Auszeichnung. Das Magazin Billboard meinte, dass das Album wegen fehlender Promotion ein kommerzieller Fehlschlag wurde. Aufgrund des Misserfolgs trennte sich Jackson anschließend von Island Records.
Im Juni 2009 starb ihr Bruder Michael im Alter von 50 Jahren. Bei den BET Awards 2009 sprach sie erstmals öffentlich über seinen Tod, als sie sagte: „I'd just like to say, to you, Michael is an icon, to us, Michael is family. And he will forever live in all of our hearts. On behalf of my family and myself, thank you for all of your love, thank you for all of your support. We miss him so much.“ In dieser Zeit trennte sie sich nach sieben Jahren von Jermaine Dupri.
Bei den MTV Video Music Awards 2009, die am 13. September 2009 in der Radio City Music Hall, New York City, stattfanden, war Jackson das abschließende Highlight einer Tribute Show für Michael Jackson, die MTV zu Ehren des King of Pop zu Beginn der Awards-Show veranstalten ließ. Sie sang Scream, auf der Leinwand hinter ihr lief das Musikvideo mit Michael. Bei den Auftritten bei Capital FM im Dezember 2009 und beim Jingle Bell Ball in der Londoner O2 Arena zollte sie ebenfalls Michael Tribut.
Ihre Single Make Me wurde nach dem VMA-Auftritt auch auf ihrer Webseite veröffentlicht und zum Download angeboten. Kurz nach seiner Veröffentlichung wurde das Lied Jacksons 19. Nummer-eins-Hit in den US-Dance-Charts, nur Madonna hat mit 40 mehr. Ihre zweite Greatest-Hits-Kompilation Number Ones wurde im November 2009 bei Universal Music Enterprises (UMe) und EMI Music veröffentlicht. Sie debütierte auf Platz 22 in den Billboard 200 mit 37.000 verkauften Einheiten in der ersten Woche.
Nachdem sich Jackson von Island Def Jam Records getrennt hatte, unterschrieb sie 2009 wieder einen Plattenvertrag bei A&M Records.

#### Seit 2010

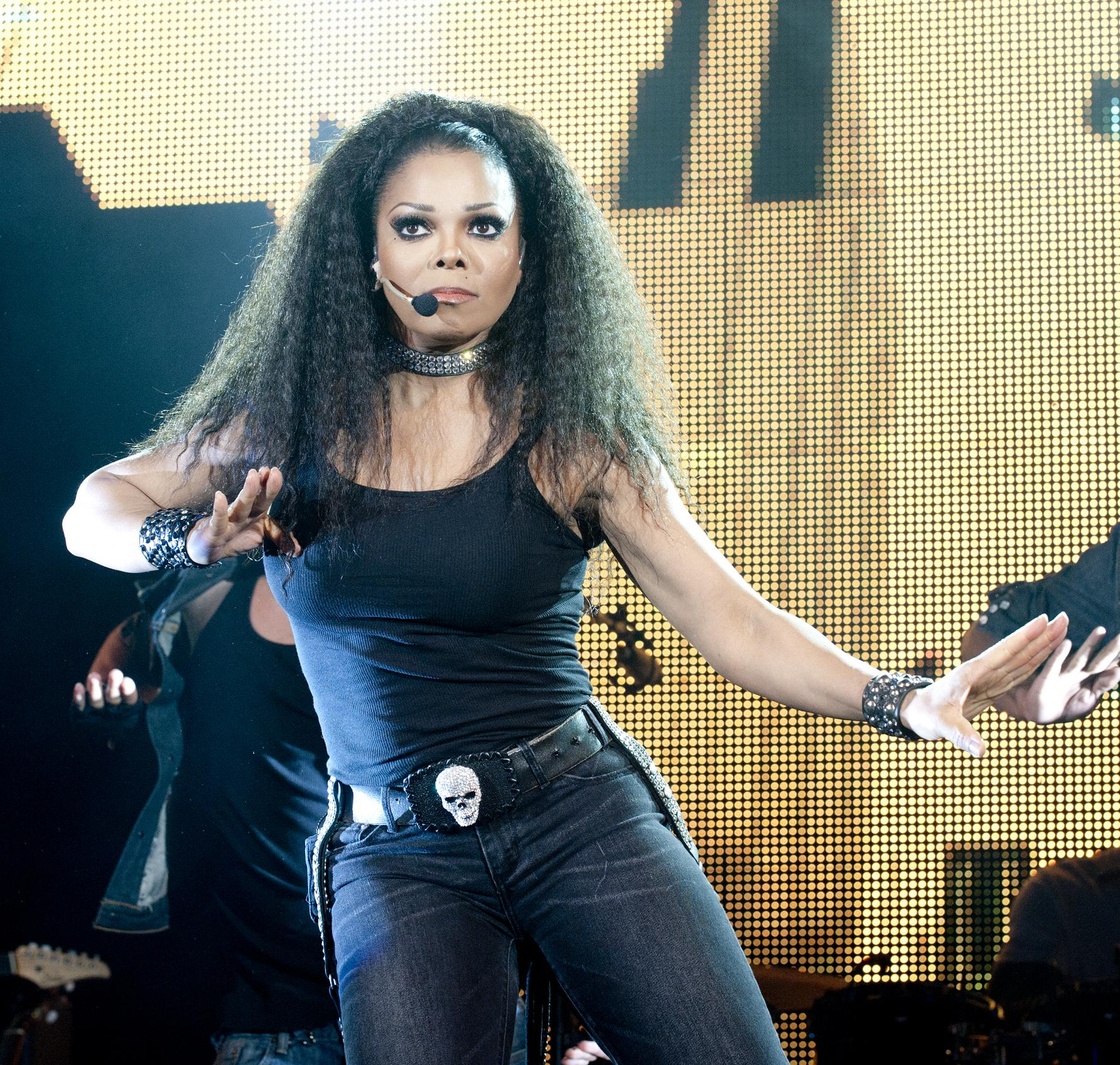
Janet Jackson (2011)

Im Februar 2010 beteiligte sie sich neben mehr als 80 weiteren Künstlern an der Charity-Single We Are the World 25 for Haiti. Sie sang zusammen mit ihrem verstorbenen Bruder Michael: Im Musikvideo wurde er aus dem alten We-Are-the-World-Video in das neue Video eingefügt. Im April 2010 wurde der Film Why Did I Get Married Too? veröffentlicht, mit Jackson in der Hauptrolle. Der Film spielte in der ersten Woche 30 Millionen US-Dollar ein und debütierte auf Platz 2 der amerikanischen Kinocharts. Ihre Rolle brachte ihr 2011 eine Nominierung in der Kategorie „NAACP Image Award for Outstanding Actress in a Motion Picture“. Für den Film nahm sie das Lied Nothing auf, das sie bereits vor Erscheinen des Films veröffentlicht hatte. Im Mai 2010 trat sie beim Finale der neunten Staffel von American Idol auf, wo sie ihre Hits Again, Nothing und Nasty sang.
2010 trat sie beim Essence Music Festival neben Alicia Keys und Mary J. Blige auf. Im Juli desselben Jahres wurde sie Sprecherin für das Pelzmodelabel Blackglama, bei dem zuvor schon Elizabeth Taylor, Lauren Bacall und Diana Ross als Sprecherinnen fungiert hatten. Der Firma zufolge bekam sie den Auftrag, da sie „eine weltweite Ikone der Musik und des Entertainment“ sei. Daraufhin wurde sie von People for the Ethical Treatment of Animals (PETA) kritisiert und 2011 für ihre Entscheidung, selbst eine Pelzkollektion in Zusammenarbeit mit Blackglama auf den Markt zu bringen, zum ersten „Grinch“ des Jahres gekrönt. Im August 2010 veröffentlichte sie ihre dritte Greatest-Hits-Kollektion Icon: Number Ones als ersten Teil der Icon-Albumserie.
Im November 2010 spielte Jackson die Hauptrolle in dem Drama For Colored Girls. Für ihre Rolle, die von Kritikern gelobt wurde, bekam sie Nominierungen bei den Black Reel Awards 2011 in den Kategorien „Outstanding Supporting Actress“ und „Outstanding Ensemble“. Im Februar 2011 veröffentlichte sie ihr erstes Buch, True You: A Journey to Finding and Loving Yourself, das im folgenden Monat Platz 1 der Bestsellerliste der New York Times eroberte. Im März 2011 unterschrieb sie einen Filmvertrag mit Lionsgate, um auch „eigenständig und unabhängig“ Filme produzieren zu können. Im Juni 2011 sang sie als erster weiblicher Popstar auf der Glaspyramide im Louvre. Im Januar 2017 brachte sie im Alter von 50 Jahren ihr erstes Kind zur Welt, Vater ist der katarische Milliardär Wissam Al Mana.

## Diskografie
Studioalben

| Jahr | Titel                              | Höchstplatzierung, Gesamtwochen, AuszeichnungChartplatzierungen (Jahr, Titel, Platzierungen, Wochen, Auszeichnungen, Anmerkungen) | Höchstplatzierung, Gesamtwochen, AuszeichnungChartplatzierungen (Jahr, Titel, Platzierungen, Wochen, Auszeichnungen, Anmerkungen) | Höchstplatzierung, Gesamtwochen, AuszeichnungChartplatzierungen (Jahr, Titel, Platzierungen, Wochen, Auszeichnungen, Anmerkungen) | Höchstplatzierung, Gesamtwochen, AuszeichnungChartplatzierungen (Jahr, Titel, Platzierungen, Wochen, Auszeichnungen, Anmerkungen) | Höchstplatzierung, Gesamtwochen, AuszeichnungChartplatzierungen (Jahr, Titel, Platzierungen, Wochen, Auszeichnungen, Anmerkungen) | Höchstplatzierung, Gesamtwochen, AuszeichnungChartplatzierungen (Jahr, Titel, Platzierungen, Wochen, Auszeichnungen, Anmerkungen) | Anmerkungen                                                     |
| Jahr | Titel                              | DE | AT | CH | UK | US | R&B | Anmerkungen                                                     |
| ---- | ---------------------------------- | --- | --- | --- | --- | --- | --- | --------------------------------------------------------------- |
| 1982 | Janet Jackson                      | — | — | — | — | US63 (25 Wo.)US | R&B6 (45 Wo.)R&B | Erstveröffentlichung: 21. September 1982                        |
| 1984 | Dream Street                       | — | — | — | — | US147 (6 Wo.)US | R&B19 (15 Wo.)R&B | Erstveröffentlichung: 23. Oktober 1984                          |
| 1986 | Control                            | DE36 (11 Wo.)DE | — | CH28 (5 Wo.)CH | UK8 Platin · (72 Wo.)UK | US1 ×5Fünffachplatin · (106 Wo.)US                                                                                                | R&B1 (91 Wo.)R&B | Erstveröffentlichung: 6. Februar 1986 Verkäufe: + 14.000.000    |
| 1989 | Janet Jackson’s Rhythm Nation 1814 | DE39 (14 Wo.)DE | — | CH23 Gold · (1 Wo.)CH | UK4 Platin · (43 Wo.)UK | US1 ×6Sechsfachplatin · (108 Wo.)US                                                                                               | R&B1 (86 Wo.)R&B | Erstveröffentlichung: 19. September 1989 Verkäufe: + 14.000.000 |
| 1993 | janet.                             | DE5 Gold · (49 Wo.)DE | AT7 (16 Wo.)AT | CH10 Gold · (19 Wo.)CH | UK1 ×2Doppelplatin · (65 Wo.)UK                                                                                                   | US1 ×6Sechsfachplatin · (106 Wo.)US                                                                                               | R&B1 (97 Wo.)R&B | Erstveröffentlichung: 18. Mai 1993 Verkäufe: + 20.000.000       |
| 1997 | The Velvet Rope                    | DE5 Gold · (37 Wo.)DE | AT9 (22 Wo.)AT | CH5 Platin · (33 Wo.)CH | UK6 Platin · (51 Wo.)UK | US1 ×3Dreifachplatin · (74 Wo.)US                                                                                                 | R&B2 (76 Wo.)R&B | Erstveröffentlichung: 6. Oktober 1997 Verkäufe: + 10.000.000    |
| 2001 | All for You                        | DE3 Gold · (14 Wo.)DE | AT8 (6 Wo.)AT | CH2 Gold · (18 Wo.)CH | UK2 Gold · (21 Wo.)UK | US1 ×2Doppelplatin · (52 Wo.)US                                                                                                   | R&B1 (53 Wo.)R&B | Erstveröffentlichung: 23. April 2001 Verkäufe: + 7.000.000      |
| 2004 | Damita Jo                          | DE21 (4 Wo.)DE | AT49 (1 Wo.)AT | CH34 (4 Wo.)CH | UK32 Silber · (3 Wo.)UK | US2 Platin · (19 Wo.)US | R&B2 (25 Wo.)R&B | Erstveröffentlichung: 22. März 2004 Verkäufe: + 3.000.000       |
| 2006 | 20 Y. O.                           | DE46 (2 Wo.)DE | — | CH35 (4 Wo.)CH | UK63 (1 Wo.)UK | US2 Platin · (15 Wo.)US | R&B1 (23 Wo.)R&B | Erstveröffentlichung: 24. April 2006 Verkäufe: + 1.200.000      |
| 2008 | Discipline                         | DE38 (2 Wo.)DE | AT45 (1 Wo.)AT | CH9 (6 Wo.)CH | UK63 (1 Wo.)UK | US1 (16 Wo.)US | R&B1 (34 Wo.)R&B | Erstveröffentlichung: 26. Februar 2008 Verkäufe: + 456.000      |
| 2015 | Unbreakable                        | DE34 (2 Wo.)DE | — | CH28 (3 Wo.)CH | UK11 (3 Wo.)UK | US1 (9 Wo.)US | R&B1 (28 Wo.)R&B | Erstveröffentlichung: 2. Oktober 2015                           |

grau schraffiert: keine Chartdaten aus diesem Jahr verfügbar

## Filmografie (Auswahl)
- 1977–1979: Good Times (Fernsehserie, 41 Folgen)
- 1979: A New Kind Of Family (Fernsehserie, drei Folgen)
- 1980–1984: Noch Fragen Arnold? (Diff’rent Strokes, Fernsehserie, 10 Folgen)
- 1984–1985: Fame – Der Weg zum Ruhm (Fernsehserie, 23 Folgen)
- 1985: The Love Boat (Fernsehserie, zwei Folgen)
- 1993: Poetic Justice
- 2000: Familie Klumps und der verrückte Professor (Nutty Professor II: The Klumps)
- 2007: Auch Liebe macht mal Ferien (Why Did I Get Married?)
- 2010: Auch Liebe macht mal Ferien 2 (Why Did I Get Married Too?)
- 2010: For Colored Girls – Die Tränen des Regenbogens (For Colored Girls)